# Ludwig Buttlar
Ludwig Buttlar (* 5. August 1891 in Frankfurt am Main; † 8. Oktober 1945 (durch Suizid) in Nümbrecht) war ein preußischer Landrat des Siegkreises und Schriftsteller.

## Leben
Ludwig Buttlar war ein Sohn des Telegrafenassistenten Friedrich Buttlar und dessen Ehefrau Amalie Henriette, geb. Fingerhut. Nach Ende seiner schulischen oder sonstig nicht bekannten Ausbildung war er von 1914 bis 1916 Kriegsfreiwilliger. Im Anschluss begann er sich musisch und schriftstellerisch zu betätigen, bevor er ein Studium an der  Musikhochschule Köln aufnahm. 1929 wurde er erst Stadtverordneter und im Januar 1933 ehrenamtlicher Bürgermeister in Königswinter. Zum 1. August 1932 war er der NSDAP beigetreten (Mitgliedsnummer 1.241.884). Am 18. April 1933 wurde er vertretungsweise mit der Verwaltung des Landratsamtes in Siegburg betraut und dort am 18. Januar 1934 zum kommissarischen Landrat des Siegkreises ernannt. Die definitive Ernennung mit Wirkung zum 1. April 1934 folgte am 27. März 1934.
Am 24. Oktober 1936 wurde er auf eigenen Wunsch in den einstweiligen und zum 1. November 1941 endgültig in den Ruhestand versetzt. Als Grund für den von ihm gewünschten Amtsverzicht gab er an, hauptberuflich als Schriftsteller arbeiten zu wollen.

## Familie
Ludwig Buttlar heiratete am 18. Mai 1918 in Köln Otillie (Tilly) Maassen, Tochter des Bauunternehmers Joseph Maassen und dessen Ehefrau Katharina Christina, geb. Mettelem.

## Publikationen
- Buttlar, Bonn am Rhein: Scheur, 1931. OCLC 760720398
- Gedichte und Lieder, Bonn Bonner Univ.-Buchdr. Gebr. Scheur, 1931. OCLC 250340056
- Dramen in Versen (Blanda ; Der Grossinquisitor), Bonn Bonner Univ. Buchdr. 1932. OCLC 72096068
- Der Großinquisitor eine historische Tragödie in 5 Aufzügen, Bonn a. Rh. Scheur, 1932. OCLC 1068400480
- Der Querkopf Eine Kleinstadtkomödie in 3 Aufz., Bonn Bonner Univ. Buchdr. Gebr. Scheur, 1934. OCLC 72096070
- Das Richtfest; eine bürgerliche Tragödie in 5 Aufzügen, Bonn am Rhein, Gebr. Scheur, 1936. OCLC 41549659